# Liane (Fluss)
Die Liane ist ein Fluss in Frankreich, der im Département Pas-de-Calais in der Region Hauts-de-France verläuft. Sie entspringt im Gemeindegebiet von Quesques, im Regionalen Naturpark Caps et Marais d’Opale. Der Fluss entwässert generell in westlicher Richtung und mündet nach rund 38 Kilometern im Stadtgebiet von Boulogne-sur-Mer in den Ärmelkanal.

## Orte am Fluss

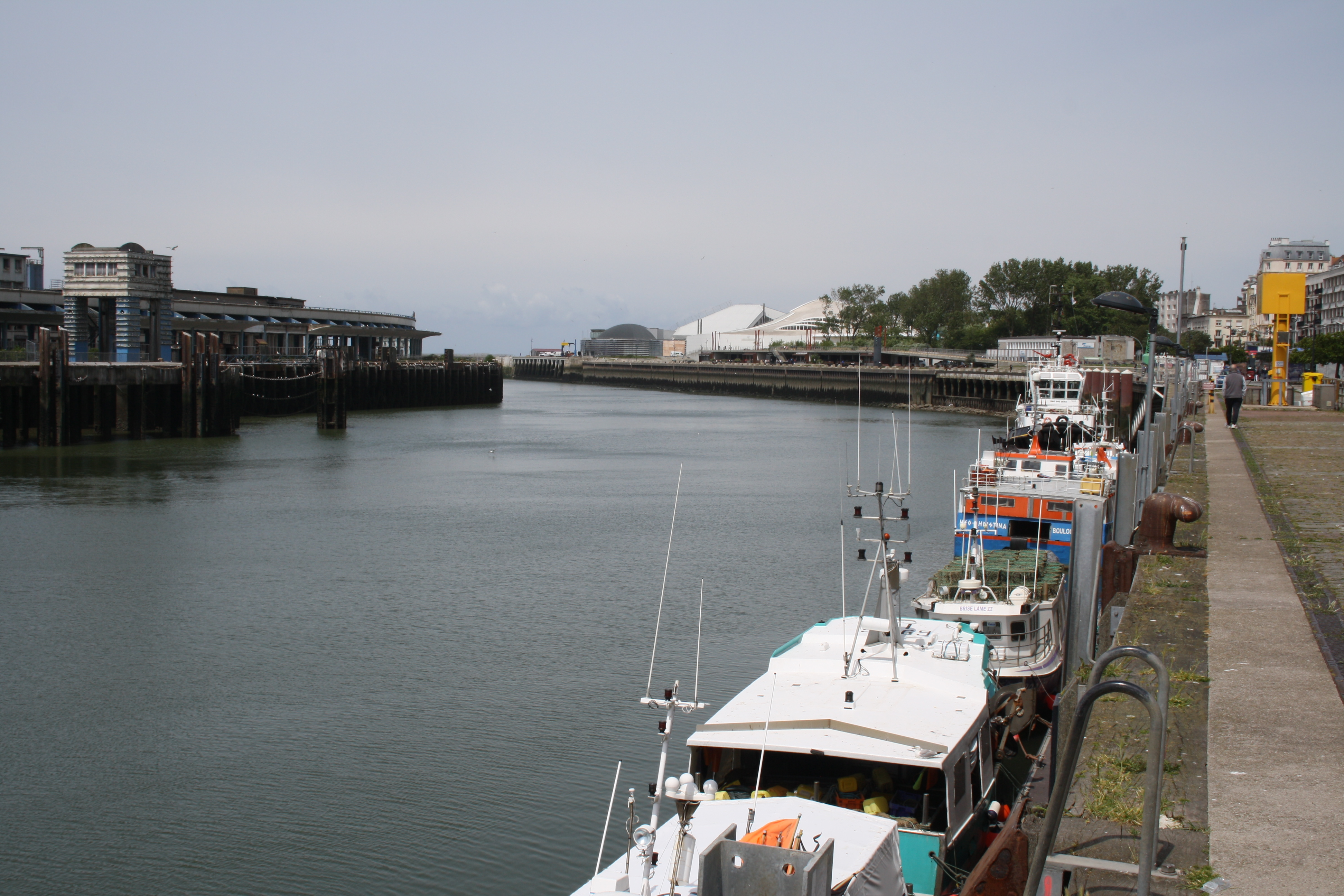
Die Liane in kurz vor ihrer Mündung in Boulogne-sur-Mer

- Quesques
- Selles
- Crémarest
- Wirwignes
- Hesdin-l’Abbé
- Samer
- Isques
- Saint-Léonard
- Saint-Étienne-au-Mont
- Outreau
- Boulogne-sur-Mer